# Kuduhorn

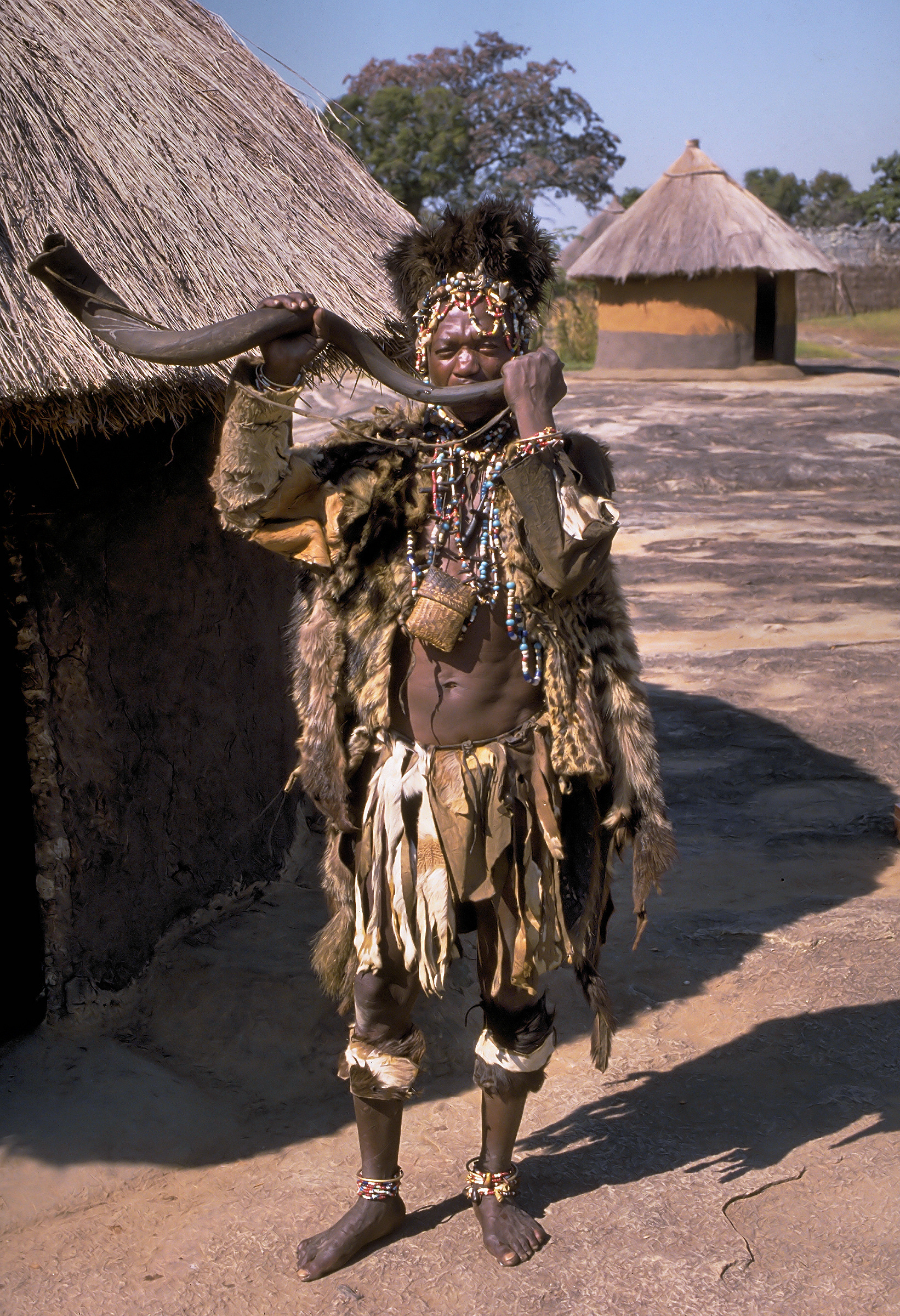
Kuduhorn-Bläser in Simbabwe

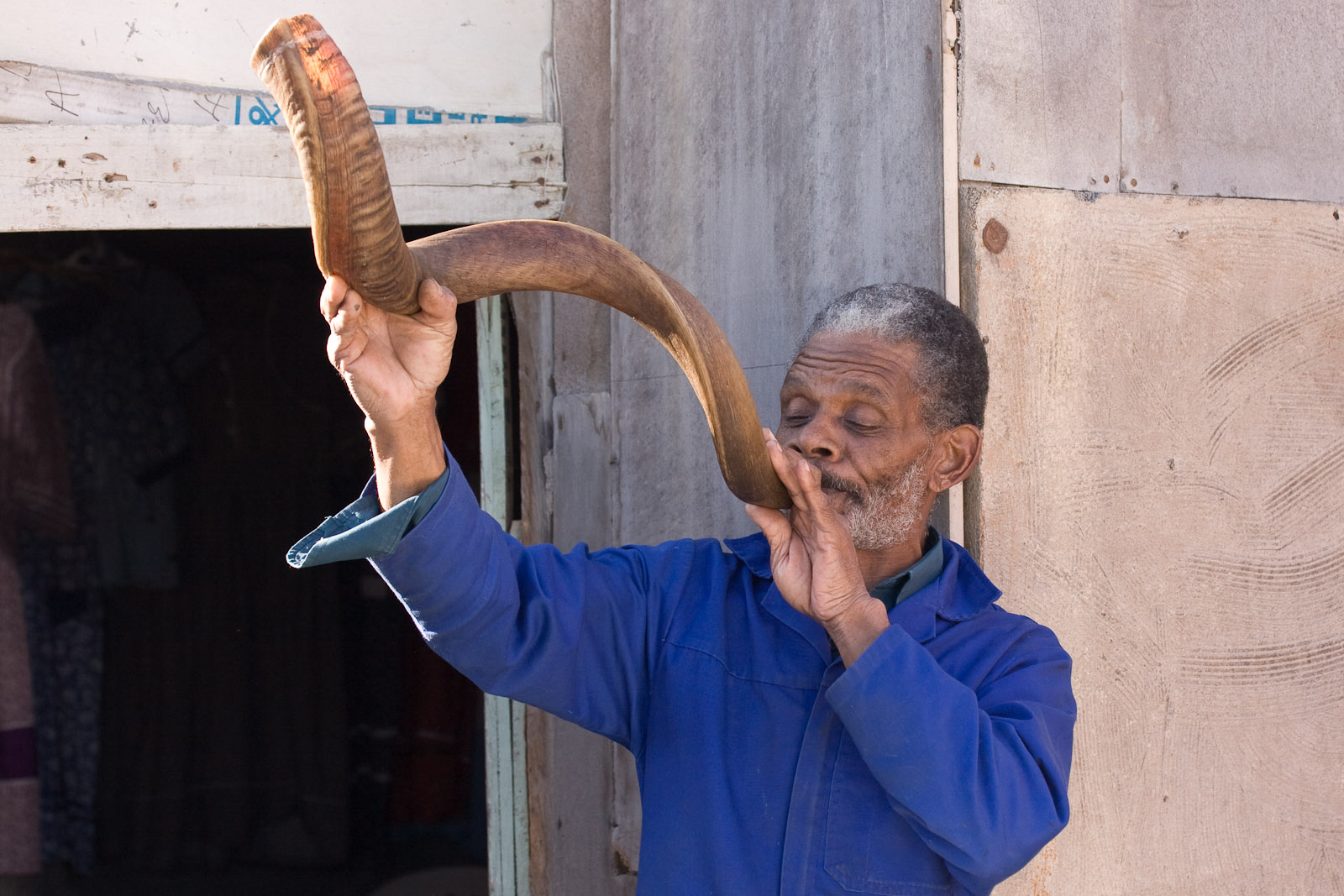
Ein Nama bläst in ein Kuduhorn; siehe auch AixanǀGanaǀObǂANS TSI ǁKhasigu

Kuduhorn ist das gedrehte Horn des Großen Kudu, einer in Süd- und Ostafrika lebenden Antilopenart. Das lange Horn eines männlichen Tiers wird als Naturhorn geblasen, meist in einem rituellen Zusammenhang, und produziert zwei bis drei Töne der Naturtonreihe. Das Kuduhorn ist eines der für den jüdischen Schofar verwendeten Hörner.

## Verbreitung

### Als Ritualinstrument
Im südlichen Afrika, insbesondere bei den Shona, wird das Kuduhorn meist zu Ritualzwecken verwendet. In Südafrika ist das Kuduhorn und das Horn der Rappenantilope als phalaphala, impalampala oder ähnlich bekannt. Bei den Tsonga bläst der Leiter der Mädcheninitiationsschule (nhanga) das lange Kuduhorn mhalamhala. Es wird zusammen mit Trommeln während des Initiationsrituals gespielt. Bei den Matabele dient das Naturhorn auch zur Signalübermittlung. Der Musikethnologe Paul F. Berliner, der bei den Shona lebte, hat es auch in die Weltmusik eingeführt (u. a. bei Paul Winter, Voices of a Planet). 
Eine ungewöhnliche Variante, die nur bei den Himba vorkommt, ist die onjembo erose, die aus dem konischen Horn eines Spießbocks besteht, das mit einem angesetzte kugelrunden Schallbecher aus Wachs eine Gesamtlänge von 45 bis 70 Zentimetern erreicht.
Bei den Nuba im Südsudan gab es eine ebenso besondere Naturtrompete aus einem Kuduhorn, an das ein gleich langer Teil aus Bienenwachs angesetzt ist. Das Wachs bildet eine kugelförmige Verdickung in der Mitte und eine leicht konische Öffnung. Die Nuba bliesen die hoch geschätzte Trompete hauptsächlich bei Ringerwettkämpfen. Außer dem Grundton ließ sich die Oktave und die Duodezime über dem Grundton erzeugen. Das Instrument stellt einen Übergang zwischen den seitlich geblasenen Naturhörnern und den endgeblasenen Naturtrompeten in Afrika dar, die außerhalb der islamischen höfischen Kultur stets – wie die waza – aus mehreren Teilen zusammengesetzt sind. Die Formkombination aus einem mittigen Gefäß und einer Röhre ist vom Südsudan bis in den Nordosten des Kongo und bis zum Ostufer des Victoriasees verbreitet.
Jemenitische Juden verwendeten früher Kuduhörner als rituelles Blasinstrument Schofar an besonderen Feiertagen im jüdischen Gottesdienst.
Das Blasinstrument wird vereinzelt auch in der Unterhaltungsmusik eingesetzt.

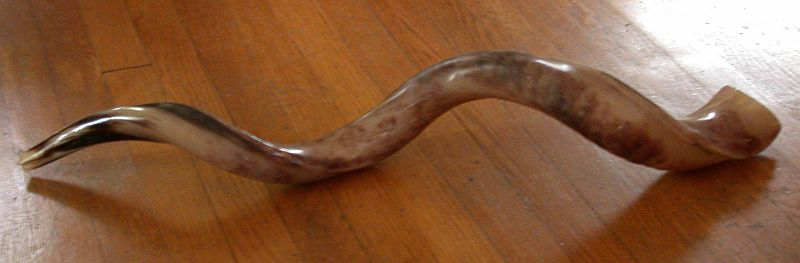
Kuduhorn als Schofar
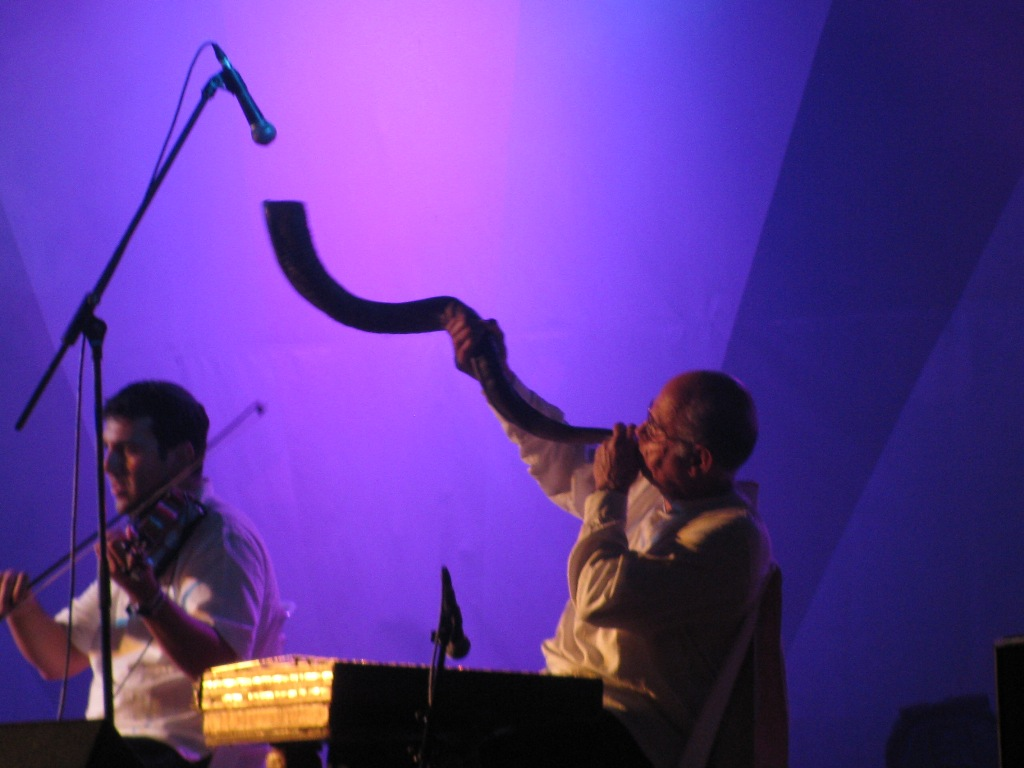
Kuduhorn in der israelischen Popmusik

### In der Pfadfinderbewegung
1896 nahm Robert Baden-Powell, der Gründer der Pfadfinderbewegung, an einer Militäroperation gegen die Matabele teil und lernte dort das Kuduhorn als Signalinstrument der einheimischen Bevölkerung kennen. Als Souvenir dieses Einsatzes behielt er sich ein Kuduhorn. Bereits 1907 beim ersten Pfadfinderlager auf Brownsea verwendete Baden-Powell das Instrument als Signal z. B. für den täglichen Weckruf. Beim ersten Ausbildungskurs für Pfadfinderleiter 1919 in Gilwell Park verwendete er es für alle Signale. Auch das 3. Weltjamboree in Arrowe Park, Birkenhead, England eröffnete Baden-Powell mit dem Kuduhorn.
Heute ist Baden-Powells Kuduhorn im Museum von Gilwell Park zu sehen. Bei den Boy Scouts of America wird das Kuduhorn heute noch oft auf Woodbadgekursen und Junior Leader Training Conferences verwendet.
Peter Duncan, Chief Scout der britischen Scout Association, verwendete das Kuduhorn bei der Sunrise Ceremony auf Brownsea 2007 in Erinnerung an das erste Pfadfinderlager. Die Teilnehmer waren Jamboreeteilnehmer, die von ihren nationalen Verbänden ausgewählt wurden auf Brownsea dabei zu sein.

### Kuduzela
Kuduzela ist der Produktname für ein Blasinstrument aus Kunststoff, das den Hörnern des Großen Kudus nachempfunden ist. Unter dem Namen Kuduzela wurde das Signalinstrument als lautere Alternative zur Vuvuzela durch einen  südafrikanischen Autohersteller nachgeahmt und erfolgreich vermarktet. Das Instrument wurde am 14. Juli 2009 vom Chef der Naturparkbehörde Südafrikas (SANParks) der Öffentlichkeit vorgestellt.